# 應貞
應貞（3世紀—269年），字吉甫，汝南南頓人。三國及西晉官員，是東漢末及三國時曹魏大臣和文學家應璩的兒子。

## 生平
應貞年少時已經因為其才能而知名，擅長談論。舉高第，歷顯位。咸熙元年（264年），司馬炎任撫軍大將軍，任命應貞參軍事。西晉建立後，遷任太子中庶子、散騎常侍。又與太尉荀顗撰定新禮法，新禮法未施行，應貞就於泰始五年（269年）逝世。

## 家庭

### 父輩
- 應瑒，應璩之兄，應貞的伯父，東漢末文學家，建安七子之一。
- 應璩，應貞之父。東漢末及三國文學家。

### 兄弟
- 應純，應貞之弟。
- 應秀，應純之弟。

### 侄兒
- 應紹，應純之子，晉黃門待郎，被東海王司馬越殺害。
- 應詹，應秀之子，晉鎮南大將軍、江州刺史。

## 延伸阅读
[在维基数据编辑]
 在维基文库阅读此作者作品
 《晉書/卷092》，出自房玄齡《晉書》